# Ендрю Хіггінсон
Е́ндрю Гі́ггінсон (англ. Andrew Higginson нар.13 вересня 1977, Чешир) —  англійський професіональний гравець у снукер.

## Кар'єра
Став професіоналом у 1995 році. Вперше потрапив до мейн-туру в 2001 році, після того, як фінішував третім у Челлендж. Довгий час англієць не показував значних результатів, і тому у 2005 році знову знизився у класі. Повернув Ендрю собі місце в мейн-турі через рік. Наступний сезон став для Хіггінсона найкращим — він кваліфікувався на більшість змагань і досяг стадії 1/8 фіналу на Malta Cup. Але найголовнішим було те, що він зайняв друге місце на  Welsh Open. По дорозі до фіналу Ендрю зумів вибити з боротьби таких грандів, як Джон Хіггінс та Стівен Магуайр. Він також зробив 147 очок в матчі з Аллістером Картером. У вирішальній зустрічі 29-річному англійцю протистояв австралієць Ніл Робертсон. Матч видався драматичним - Робертсон до кінця першої сесії вів з рахунком 6:2, але потім Ендрю перехопив ініціативу і в свою чергу виграв шість фреймів поспіль. Ніл висів на волосині, і, можливо, тільки хвилювання Хіггінсона врятувало його від поразки. У напруженій кінцівці австралієць вирвав перемогу і залишив Ендрю без титулу чемпіона. Тим не менш, англієць завершив сезон під рекордним 44-м номером.
Сезон 2007/08 Хіггінсон провів не так сильно — він лише один раз кваліфікувався на рейтинговий турнір (Welsh Open), але й там програв вже у 1/16-й Стівену Лі, 3:5. І тільки завдяки успіхам попереднього сезону Ендрю піднявся в рейтингу до 38-го місця.
За результатами сезону 2009/10 Хіггінсон вперше за свою кар'єру потрапив в топ-32 світового рейтингу.

## Досягнення в кар'єрі
- Players Tour Championship 2011/2012 - Етап 5 переможець - 2011
- Welsh Open фіналіст - 2007
- Malta Cup 1/8 фіналу - 2007